# Армін Вегнер
Армін Теофіл Вегнер (нім. Armin Theophil Wegner; 16 жовтня 1886, Ельберфельд (нині — Вупперталь), Німецька імперія — 17 травня 1978, Рим, Італія) — німецький письменник і правозахисник, фотограф, свідок і дослідник Геноциду вірмен в Туреччині, «Праведник народів світу».

## Біографія
Армін Вегнер народився в Ельберфельді. Після захисту дисертації по праву зробив декілька подорожей, а потім вступив на військову службу. Під час Першої світової війни служив медиком, був нагороджений Залізним хрестом. Отримавши військове звання другого лейтенанта, Вегнер незабаром був направлений в Німецький санітарний корпус в Туреччині, який входив до складу підрозділу, який охороняв Багдадську залізницю.
До початку Першої світової війни Багдадська залізниця була побудована тільки частково. На півночі рейки були прокладені до Рас-ель-Айна (за час війни до Нусайбіна), на півдні — від Багдада до Самарри. На будівництві окремих ділянок Багдадської залізниці були задіяні вірменські робочі бригади. У 1915 році вони були повністю знищені младотурками. Вегнер став очевидцем геноциду вірмен і зробив сотні фотографій. В даний час вони є одними з основних фотографічних свідчень геноциду. Ця діяльність викликала невдоволення турецької влади, і на їх вимогу Вегнер був арештований і висланий до Німеччини. Деякі фотографії були конфісковані і знищені, однак він зміг вивезти безліч негативів, сховавши їх у поясному ремені.
Перед початком Паризької мирної конференції 1919 року Вегнер звернувся до її неформального лідера, президента США Вудро Вільсона з проханням допомогти вірменському населенню і домогтися створення незалежної Вірменського держави. Він також опублікував збірку своїх листів з описом геноциду і дослідження положення вірмен в кемалістською Туреччини.
Армін Вегнер став релігійним соціалістом, активно брав участь в пацифістському русі. У 1922 році, коли турки-кемалісти продовжували знищувати вірмен, Вегнер видав книгу «Крик з Арарату» («Der Schrei von Ararat») із закликом надати цивільні права вірменським біженцям. У 1927-1928 рр. Вегнер з дружиною відвідав СРСР, побували вони і в Східній Вірменії, де Вегнер багато спілкувався з біженцями. Після повернення з СРСР Вегнер видав книгу «Five Fingers Over You», де описав політичні насильства більшовиків.
У 1933 році Вегнер звернувся з відкритим листом до Гітлера з пропозицією врятувати Німеччину від найбільшої несправедливості і ганьби, для чого потрібно було припинити недавно розпочаті переслідування євреїв. Сам він після цього піддався гонінням, які привели його до тривалого ув'язнення в концентраційних таборах Заксенгаузен, Бергермор і Ліхтенбург. У 1938 році Вегнер втік до Італії. Після війни залишився жити в Римі.

## Нагороди
- Залізний хрест 2-го класу
- Почесний хрест ветерана війни з мечами
- Командор ордена «За заслуги перед Федеративною Республікою Німеччина» (1956)
- Премія Едуарда фон дер Гайдта (1962)
- Почесне звання «Праведник народів світу» (1967)
- Орден Святого Григорія Просвітителя (Вірменська апостольська церква) (1968)